# Siegfried Dornbusch

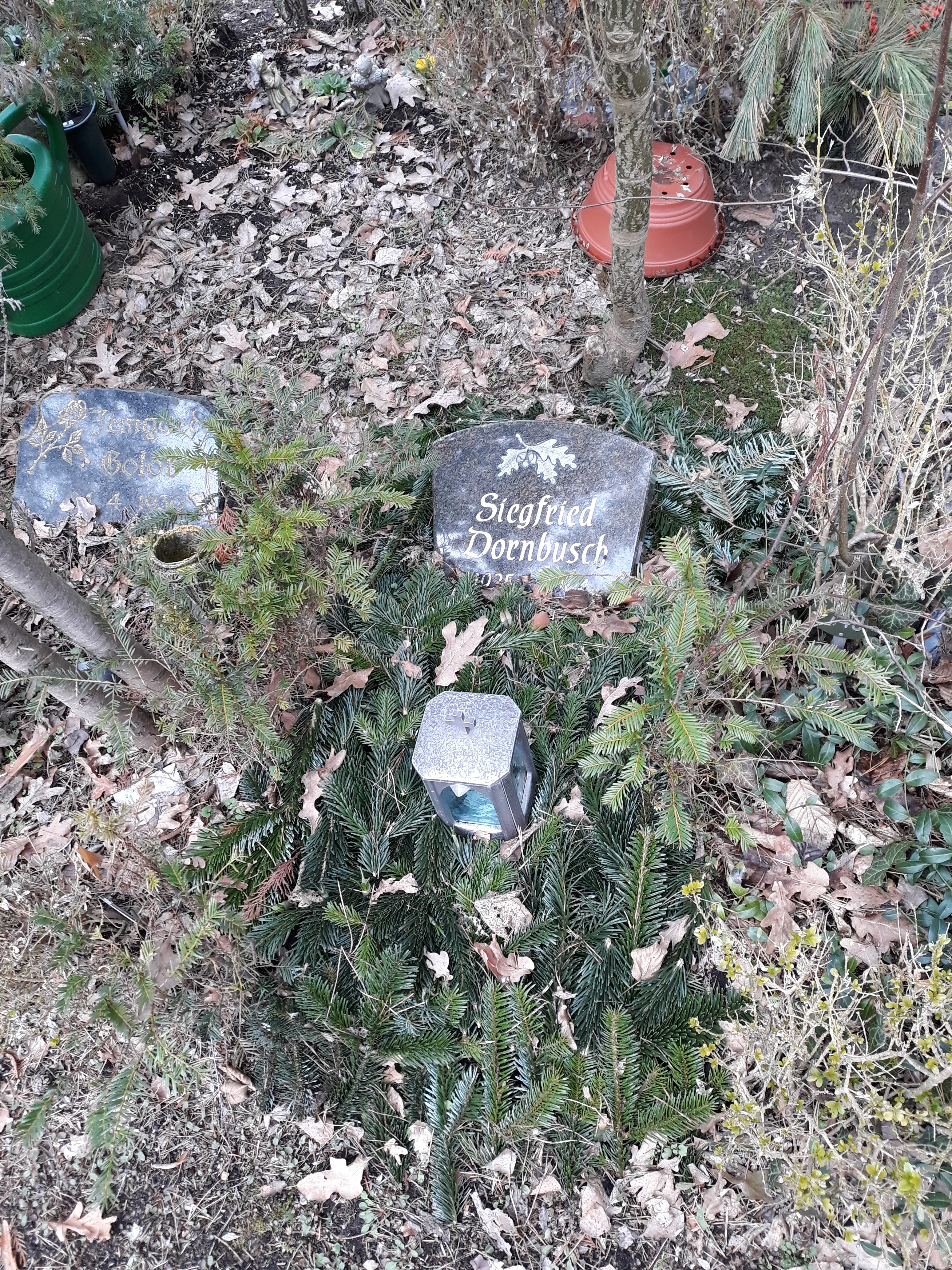
Das Grab von Siegfried Dornbusch auf dem Friedhof In den Kisseln in Berlin.

Siegfried Dornbusch (* 5. Februar 1925 in Berlin; † 12. Januar 2004 ebenda) war ein deutscher Schauspieler und Kabarettist.

## Leben
Dornbusch absolvierte seine Schauspielausbildung bei Franz Fiedler in Berlin und debütierte in Berlin-Spandau als Theaterschauspieler. Es folgten zahlreiche Engagements, u. a. in Mainz und Düsseldorf.
Daneben arbeitete Dornbusch auch als Kabarettist. So wirkte er Anfang der 60er Jahre in mehreren Programmen des literarisch-politischen Kabaretts Die Bedienten (neben Beate Hasenau und Andreas Mannkopff) in Berlin mit. 1965 gehörte er zum Berliner Ensemble der Amnestierten, einer Neugründung des gleichnamigen politisch-literarischen Reisekabaretts aus Kiel. Obwohl neben erfahrenen Kabarettisten Siegrid Hackenberg auch der Gründer Joachim Hackethal mitwirkte, musste das Kabarett nach kurzer Zeit wegen deutlicher Kritik am Vietnam-Krieg schließen.
Ab 1948 übernahm Dornbusch auch Rollen in Filmproduktionen. Er spielte neben Otto Normalverbraucher Gert Fröbe in der Nachkriegskomödie Berliner Ballade, in Wolfgang Schleifs DEFA-Jugendfilm … und wenn’s nur einer wär’ …, in Franz Antels Krimi Frühstück mit dem Tod, in Peter Beauvais’ Komödie Liebe, Luft und lauter Lügen, im Kriegsfilm Rommel ruft Kairo, in der Brecht-Verfilmung Furcht und Elend des Dritten Reiches, neben Horst Buchholz im Totenschiff (nach B. Traven) sowie in Eins, zwei, drei, Billy Wilders Satire auf den Kalten Krieg. Einen seiner letzten Fernsehauftritte hatte Dornbusch 1984 in der ARD-Vorabendserie Turf.
Daneben war Siegfried Dornbusch ab 1961 umfangreich in der Synchronisation tätig und lieh seine Stimme u. a. William Daniels (… jagt Dr. Sheefer!), Richard Dysart (Der Tag der Heuschrecke), Kenneth Mars (Zwei Banditen), Jay Robinson (Shampoo) und dem Zeichentrickhund Rantanplan in Lucky Luke – sein größter Trick.
Seit Anfang der 80er Jahre arbeitete Siegfried Dornbusch als Pharmareferent. Er starb am 12. Januar 2004 in seiner Heimatstadt Berlin – Spandau.

## Filmografie (Auswahl)
- 1948: Vor uns liegt das Leben
- 1948: Berliner Ballade
- 1949: … und wenn’s nur einer wär’ …
- 1949: Die blauen Schwerter
- 1951: Modell Bianka
- 1953: Der verzauberte Königssohn
- 1957: Wenn Frauen schwindeln
- 1959: Liebe, Luft und lauter Lügen
- 1959: Rommel ruft Kairo
- 1959: Das Totenschiff
- 1959: Freddy, die Gitarre und das Meer
- 1961: Zwei unter Millionen
- 1961: Eins, zwei, drei (One, Two, Three)
- 1964: Frühstück mit dem Tod
- 1964: Furcht und Elend des Dritten Reiches
- 1984: Turf

## Synchronrollen (Auswahl)

### Filme
- 1963: Allan Cuthbertson in Neun Stunden zur Ewigkeit als Captain Goff
- 1965: James Cossins in Darling als Basildon
- 1966: Richard Attenborough in Kanonenboot am Yangtse–Kiang als Frenchy
- 1966: James Doohan in Krieg der Spione als Benjamin Lancer
- 1987: Peter Brocco in Schmeiß’ die Mama aus dem Zug! als Alter Mann
- 1993: Sydney Walker in Mrs. Doubtfire – Das stachelige Kindermädchen als Busfahrer

### Serien
- 1961: Morris Ankrum in Perry Mason als Richter
- 1968: Wesley Addy in FBI als Jock Mitchell
- 1983: Philip Abbott in Quincy als Elliot Phillips
- 1991: Richard Alexander in The Lone Ranger als Jed
- 1992: Whit Bissell in Quincy als Dr. Miles Thornton

## Hörspiele
- 1959: Ugo Betti: Korruption im Justizpalast (Corruzione al Palazzo di giustizia) (Theaterstück) (Maveri, Richter) – Regie: Erich Köhler (SFB)
- 1962: Thierry: Pension Spreewitz (Frau Wurms Auto, Folge 106, Erstsendung 17. Februar 1962) (Autoverkäufer) – Regie: Ivo Veit (RIAS Berlin)